# Xi Aquilae
Désignations
Xi Aquilae (en abrégé ξ Aql), en français Xi de l'Aigle, est une étoile de la constellation de l'Aigle située à 186 années-lumière de la Terre. Elle possède une exoplanète confirmée, Xi Aquilae b, découverte en 2008. Du point de vue observationnel, il s'agit d'un système binaire spectroscopique à raies simples sans éclipses.
L'étoile centrale, Xi Aquilae a, aussi officiellement nommée Libertas depuis décembre 2015, est une géante de type spectral G9,5IIIb et d'une magnitude apparente de +4,71.
Un seul corps secondaire est connu en novembre 2017 dans le système, à savoir la planète Xi Aquilae b, dont la découverte est annoncée le 19 février 2008. Depuis décembre 2015, à la suite du programme de nommage NameExoWorlds, la planète porte aussi le nom Fortitudo.